# カセリーヌ峠の戦い
カセリーヌ峠の戦い（カセリーヌとうげのたたかい、英: Battle of the Kasserine Pass）は、第二次世界大戦中、チュニジアで行われた戦いであり、カセリーヌ峠（チュニジアを中部から西部へそびえるアトラス山脈にある幅2kmの隙間であった）の周辺で行われた一連の戦いを含んでいる。
この戦いに参加した枢軸軍はナチス・ドイツ元帥エルヴィン・ロンメルに率いられたドイツ・イタリア装甲軍とドイツ第5装甲軍（2個師団）であった。対する連合軍はイギリス第1軍（司令官ケニス・アンダーソン中将、Kenneth Anderson）であったが、大部分がアメリカ軍第II軍団（司令官ロイド・フリーデンダール少将、Lloyd Fredendall）であった。
この戦いは第二次世界大戦における初のドイツとアメリカの激突であったが、経験不足であったアメリカ軍は多数の損害を被り、総崩れとなってファイド峠（Faid Pass）の西、80kmまで押し戻された。このため、アメリカ軍は小規模部隊の指揮官まで入れ替えるなどの大規模な対策を行った。そのため、アメリカ軍がその数週間後にドイツ軍と再戦した時、アメリカ軍はより効率的に行動することが可能となっていた。

## 背景
エル・アラメインの戦いで敗れた枢軸軍がリビアから撤退する中、主導権を奪った連合軍は1942年11月8日、トーチ作戦を発動、北アフリカから枢軸軍を追い出すべく、アメリカ、イギリス両軍は仏領モロッコ、仏領アルジェリアの海岸に上陸、現地ヴィシー・フランス軍との多少の小競り合いはあったものの、成功を収めた。これにより、ドイツ総統アドルフ・ヒトラーはヴィシーフランス領の占領を決定、ヴィシーは終焉を迎えることになった。このため、フランス領であるチュニジア・アルジェリアは一気に不安定状況に陥った。さらに2方面における戦いを危惧したドイツ、イタリア両軍はシチリア島より、北アフリカで防衛が比較的容易なチュニジアを押さえるための部隊を夜間に輸送した。これに対し、連合軍はチュニジアに最も近いマルタ島のイギリス空軍基地が320km以上、離れていたため、空軍による攻撃が不可能であり、このシチリア島－チュニジアの枢軸軍の輸送路を遮断することは連合軍の海軍にとって困難なものであった。しかし、トーチ作戦が行われ、連合軍の戦力が増強されるにつれ、空軍が行動を行えるようになっていった。
そして、アルジェリア東部とチュニジアで飛行場が構築され、空軍の活動は活発化、チュニス、ビゼルトにおける枢軸軍の部隊と軍需品の輸送を遮断、作戦は成功したが、枢軸軍はすでに大規模な部隊を輸送し終えた後であった。
ドイツ軍が戦力増強を行う前に、チュニスを包囲する作戦が1942年11月、12月に行われた。しかし道路と鉄道などのインフラ設備が整っていないため、比較的小規模な部隊が輸送されたにすぎず、ドイツ国防軍、イタリア軍は防衛に有利な地点を確保していた。

### ファイド(Faid)

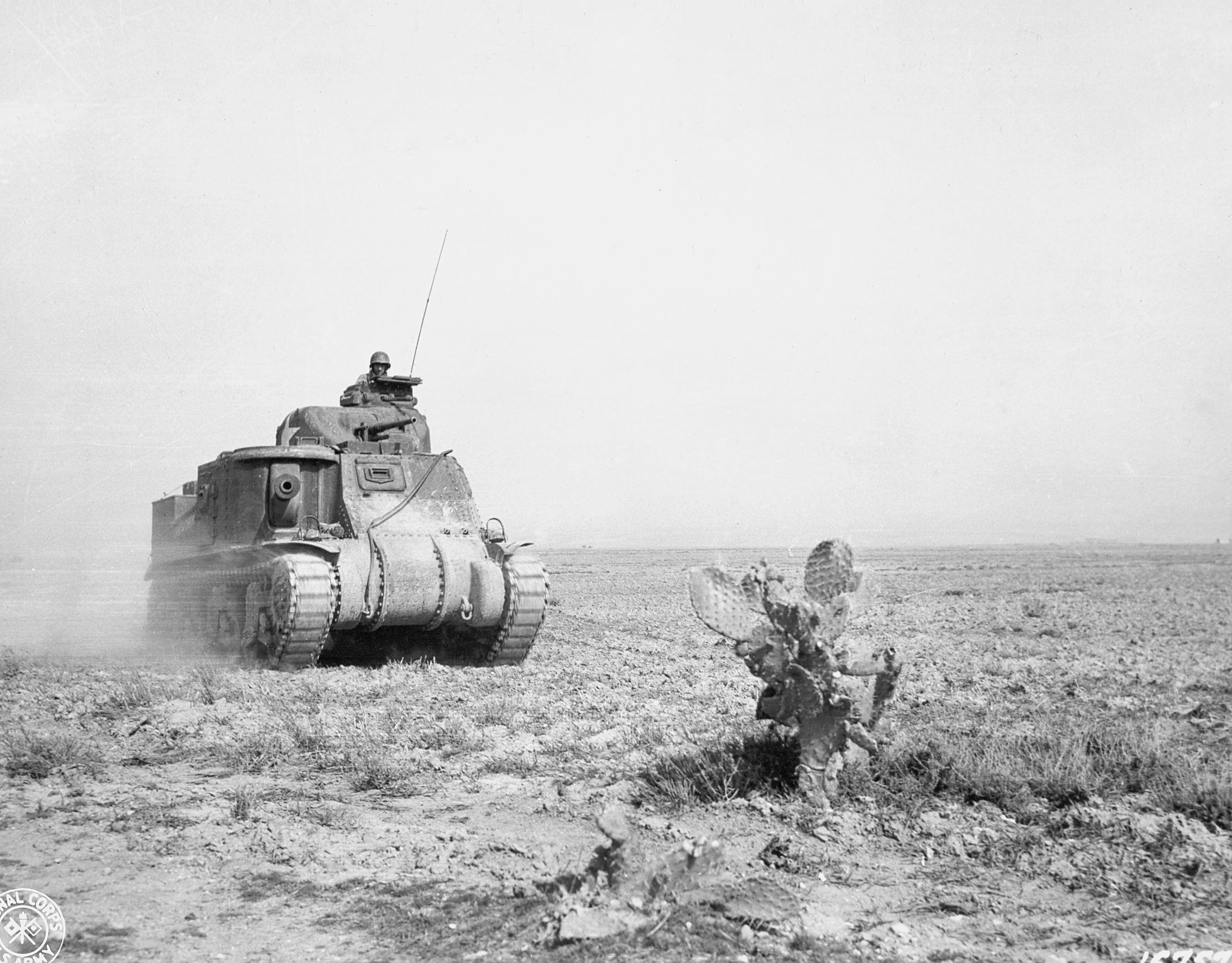
カセリーヌ峠を進むアメリカ第1機甲師団所属のM3中戦車

1943年1月23日、イギリス第8軍（司令官バーナード・モントゴメリー）はトリポリを占領、ロンメルのアフリカ装甲軍の補給路は、遠くチュニスからの陸上路に頼るのみとなった。
ロンメルはこの危機に対して、作戦を立案、過去にアルジェリア駐留フランス軍がリビア駐留イタリア軍からの攻撃を防衛するために構築したマレス線（Mareth Line）を再利用してチュニジアの南からの防衛線とした。チュニジアは、地形的に、西はアトラス山脈、東はシドラ湾にそれぞれ囲まれ、防衛側に有利な地形であった。
しかし、すでに連合軍がアトラス山脈を横切っており、ファイド峠(Faid)にすでに前線基地を築いたという事実がこの構想を台無しにする可能性があった。この位置を連合軍が押さえたことにより、枢軸軍をシドラ湾へ東に押し込み、さらに北部を遮断するのが可能となり、南部の枢軸軍の補給線を遮断する可能性が出ていた。
そのため、ドイツ第5装甲軍（司令官ユルゲン・フォン・アルニム）は1月30日、アトラス山脈東山麓の連合軍の元へ急行した。ドイツ第21装甲師団はファイドでフランス軍と遭遇、自由フランス軍は75mm砲で攻撃を行い、ドイツ軍に多大な損害を与えたが、ドイツ軍に押し戻された。しかし、アメリカ第1機甲師団の砲兵と戦車がその後、戦闘に加わり、若干のドイツ戦車を破壊、ドイツ軍を押し戻そうとした。しかし、アメリカ機甲部隊は、以前にも、イギリス軍との戦いで使用されていたドイツ軍の戦術にはまり、撃退された。ドイツ戦車の後退は作戦であり、アメリカ機甲部隊がドイツ軍の陣地に到着するや否や、ドイツ軍の対戦車砲の集中砲火を浴び、ほとんどの戦車が破壊された。無線、有線の両通信が破壊された時、アメリカ軍の観測者は言った。
「これは殺人だ、彼等は隠されて配置されていた88mm砲の鼻っ面に入ってしまい、私はバラバラに吹き飛ばされた戦車、急に燃え上がる戦車、急停止する戦車を見ていることだけしかできなかった。後ろの方にいた人々は88mm砲が至るところに隠されていたように、物陰に隠れようとしていた。
アメリカ機甲部隊が撃退されたことにより、ドイツ第21装甲師団はファイドに向けて前進を再開した。ドイツ軍は進撃中、ドイツ戦車は塹壕内部を踏み潰してまわったが、アメリカ将兵が個々に浅い塹壕を掘るというアメリカ軍の習慣により、さらに悪化した。アメリカ第1機甲師団はドイツ軍の進撃を阻止しようとしたが、ドイツ軍の電撃戦に直面した。アメリカ軍が防衛を命令された地域はドイツ軍がすでに抑え、そのため、ドイツ軍の攻撃を受けた部隊は大損害を被った。3日後、アメリア第II軍団はアトラス山脈山麓へ撤退せざるをえなくなっていた。
このため、チュニジアの大部分がドイツ軍の占領下に置かれ、沿岸部への侵入は阻止された。連合軍はアトラス山脈の三角地帯を占領していたが、東への出口が遮断されていたため、ロンメルはこれを考慮にいれなかった。翌日から2週間、ロンメルらは北への行動について議論を重ねたが、このために機を逸することとなる。

### シディブジッド（Sidi Bou Zid）
結局、ロンメルは補給状態が改善されたことにより、アルジェリアの山脈の西方に存在したアメリカ軍補給基地を攻撃して、枢軸軍の側面におけるアメリカ軍の脅威を取り除くことを決定した。そして、ロンメルは山脈の内側の平野の占領には関心がなかったが、アメリカ軍の軍需物資を奪うことをアメリカ軍の行動を阻止することと同じぐらい重視、素早い行動を行った。
2月14日、アトラス山脈内部の平野（ファイドより西16km）のシディブジッドをドイツ第10装甲師団と第21装甲師団は攻撃した。激戦が一日中行われ、アメリカ機甲部隊は撃破された。そして3つの丘でアメリカ歩兵連隊がそれぞれ相互支援を行えないまま孤立した。そのため、その日の終わりまでにはドイツ第5装甲軍がシディブジッドを占領することとなった。アメリカ軍は反撃を行ったが、2月16日、ドイツ軍はスベイトラ（Sbeitla）を占領するために移動を開始した。
一方、防衛拠点を失ったアメリカ軍は山の西側でより防御が容易なカセリーヌ峠、シビバ（Sbiba）峠で新たな防衛線を築くために撤退した。この撤退でアメリカ軍は将兵2,546名、戦車103両、車両280台、野戦砲18門、対戦車砲3門、そして、全ての対空砲を失った。
その後、連合軍がアルジェリア、枢軸軍がチュニジアを占領することで落ち着きを見せたが、依然、一触即発の状態であることには変わりなかった。
一方、北アフリカ東部で退却を続けるドイツ・イタリア軍、進撃を続けるイギリス第8軍との間にも常に緊張が走っていた。予備戦力・補給物資をすでに持たないロンメルはチュニジアへの撤退を公言、イタリア統領ベニート・ムッソリーニはリビアを失うことにより権威失墜を恐れ、リビアで戦うことを望んでいたが、すでにヒトラーの関心の薄れた北アフリカ戦線に増援がすぐに送られる見込みは存在しなかった。リビアのドイツ・イタリア軍がチュニジアに派遣されたドイツ第5装甲軍との合流が間近になったことで今後予想される連合軍のチュニジア攻撃に対する防衛計画の立案に入っていた。

## 司令官

### 枢軸軍

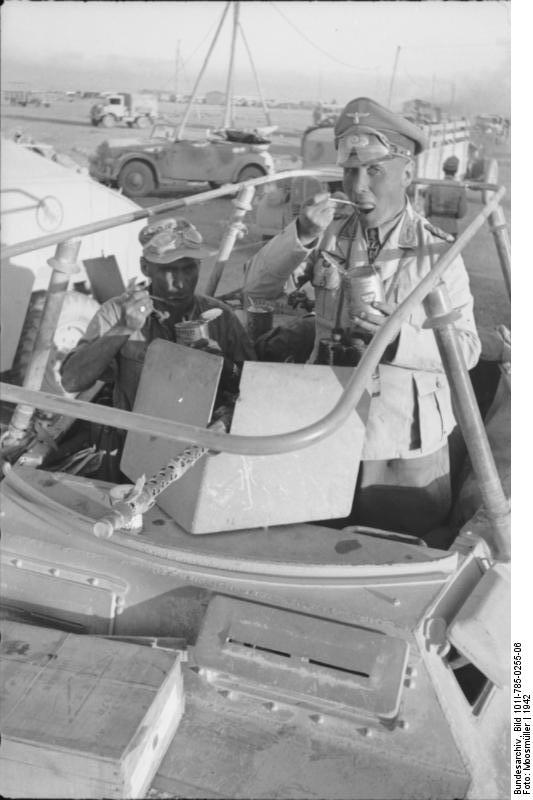
砂漠の狐ロンメル

北アフリカ戦線の指令系統は複雑であった。北アフリカの枢軸軍は名目上、イタリア軍最高司令官兼国防参謀長ウーゴ・カバレッロ元帥の所属であったが、参謀本部はイタリアのリビア総督エットーレ・バスティコ元帥が北アフリカにおいていた。しかし、ドイツ軍とイタリア軍の司令官の関係は良好ではなく、ギリシャや北アフリカにおけるイタリア軍の実績からドイツ軍司令官はイタリア軍を軽く見ていた。そして、イタリアでは実績のあるバスティコ元帥もロンメルの操縦を諦めており、北アフリカの作戦行動は事実上、ロンメルが握っていた
一方、ドイツ軍の事情も複雑であった。北アフリカにおけるドイツ軍はローマに司令部を置く南方総司令部が統括（司令官アルベルト・ケッセルリンク空軍元帥）、その下にロンメル率いるドイツ・イタリア装甲軍が所属することとなった。しかし、イタリア軍とロンメルの関係は良好なものではなく、ケッセルリンクは東奔西走することとなっていた。ケッセルリンクは『微笑みのアルベルト』と呼ばれるほどのその温厚さと忍耐力でイタリア軍と友好関係を築いていったが、1942年2月、イタリア軍国防参謀長がカバレロ元帥からヴィットーリオ・アンブロジオ大将に交代するとその努力は無に帰した。ロンメルにおいても北アフリカの連戦連敗状態は―その背景は何はともあれ―ヒトラーの関心を失うには十分であり、さらにリビアを撤退するロンメルに対してムッソリーニも苦言を呈していた。
そのような状況の中、連合軍の北アフリカ上陸とアルジェリアのフランス軍の動向からチュニジア防衛の必要が出現していた。当時、チュニジアには急遽編成された第90軍団（司令官ヴァルター・ネーリング）が防衛を担当していたが、ネーリングは空襲で負傷した為、後任が必要となり、ケッセルリンクとヒトラーはユルゲン・フォン・アルニムを司令官に選び、新たに、第5装甲軍がチュニスに新設されたが、アルニムとロンメルはソリが合わなかった。

### 連合軍

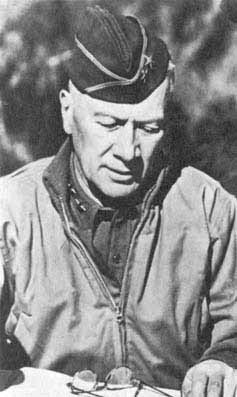
ロイド・フリーデンダール

連合軍は第一次世界大戦の教訓から枢軸軍よりはマシな状況ではあったが、アメリカ軍には経験が乏しかった。そのため、一部イギリス軍将校はアメリカ軍を軽視している者も存在した。
指揮系統の統一は戦域レベルにまで及んでおり、地中海周辺部の総司令官はドワイト・アイゼンハワーが務めていた。そしてその下にイギリス第1軍（司令官ケネス・アンダーソン）が配属されていたが、アンダーソンは『気難しい無口なスコットランド人』というアメリカ軍の評価があらわすように意思の疎通が困難な人物であった。さらにイギリス第1軍にはアメリカ第II軍団（司令官ロイド・フリーデンダール）が所属していたが、フリーデンダールはアメリカ軍の中でこそ評価は高かったが、イギリス軍内部では自信過剰な典型的なアメリカ人と判断されており、その評価は高くなかった。しかし、これらの問題も多少のぎくしゃくしたものを見せるだけにすぎず、それ以上に在北アフリカフランス軍との関係には大きな問題が生じていた。
トーチ作戦の発動で連合軍が北アフリカに上陸したことにより、北アフリカ駐留フランス軍は連合軍に与することになり、アンリ・ジローがその指揮を取る事となったが、フランス軍は1940年に行われたイギリス軍による敵対行為を忘れる気がなかったのである。そのため、ジローはフランス軍部隊のイギリス第1軍への所属を拒否、アイゼンハワーの直属を希望した。アイゼンハワーはこれを了承し、ルシアン・トラスコット少将を参謀副長としてジローの元へ派遣した。さらにジローはアンダーソンを無視してトラスコットへ報告等を行ったため、トラスコットはアンダーソンとの調整を行わなければならなかった。
ただし、フランス軍チュニジア司令官アルフォンス・シュワンは協力的であったため、チュニジアにおいては、フランス第19軍団（司令官ルイ＝マリー・コルス）はイギリス第1軍とアメリカ第II軍の間に配置されることとなった。

## 枢軸軍の作戦
この時点で、枢軸軍は次に何をなすべきか議論していたが、チュニジアはすでに占領しており、イギリス第8軍がマレス（Mareth）に到着するまでは特にすることがなかったからであった。結局、ロンメルはタバッサ（Tébessa）に存在したアメリカ第II軍団を排除するためにカセリーヌ峠を攻撃することを決定した。この方法を用いて、ロンメルはアルジェリアのアメリカ補給基地を奪取、軍需品を手に入れ、またイギリス第1軍の南面を脅かすことにより、マレスとチュニスを繋げる沿岸部の道路に存在する連合軍を取り除こうとした。2月18日、ロンメルはアルベルト・ケッセルリンクに作戦を提案、そしてケッセルリンクはローマの司令部（Comando Supremo）にロンメルを送り届けた。
2月19日、13時半、ロンメルは修正された上で承認された計画を司令部より受け取った。そこには第5装甲軍の第10装甲師団、第21装甲師団がカセリーヌ峠、シビバ峠を攻撃、その後、北に抜けてターラ（Thala）、ル・ケフ（Le Kef）へ移動することになっており、アトラス山脈西側の連合軍を排除、イギリス第1軍の側面を脅かすこととされており、ロンメルは愕然とすることとなった。この計画ではロンメルの戦力を分散して峠を攻撃することにより、側面を露出することになっていた。それに対して、タバッサへの集中攻撃は若干の危険性をともなってはいたが、必要とされた軍需品を得て、チュニジア中部への連合軍の進撃を阻止できるようになり、そしてテバッサ西のヨウクス＝レス＝ベインズ（Youks-les-Bains）でドイツ空軍へ飛行場を与えることができるようになるはずであった。

## 戦い
2月19日、ドイツ・イタリア軍は攻勢を開始した。その翌日、第5装甲軍より北へ派遣された第10装甲師団より抽出されたプロイヒ戦闘団（Kampfgruppe von Broich）は攻撃を先導、物資集積所へ進撃を開始、また、第21装甲師団はシビバ峠を通過して北へ攻撃を開始した。
アメリカ軍の火砲と戦車は,、ドイツ軍の戦車に対抗することができず、また、アメリカ軍には戦車戦の経験がほとんどなかったため、数分でアメリカ軍の防衛線は崩壊した。ドイツ軍のIV号戦車とティーガーI重戦車はアメリカ軍の攻撃を容易に跳ね返した。アメリカ軍が使用したM3中戦車とM3軽戦車は火力と乗員の経験の双方で、ドイツ軍に比べて著しく劣っていた。この時、イタリア第7ベルサリエ連隊は激戦を重ねて、連隊長ルイージ・ボンファッティ（Luigi Bonfatti）大佐が戦死したが、これについてロンメルは賞賛を送った。
また、この激しい戦車戦の最中に、主要道路13号（Highway 13）上のアメリカ軍は夜間まで反撃を行っていたが、イタリア第131装甲師団「センタウロ」によって撃破され、撤退せざるを得なかった。一方、アメリカ軍の指揮官たちは集中支援砲火を要請する許可を得るために、上部組織に無線連絡を入れたにもかかわらず、ドイツ軍が防衛線を突破した後に前進するよう命令を受けたりしたため混乱状態に陥った。その頃、アメリカ第1機甲師団は戦闘に参加できない位置へ移動を命令されていたことに気づき、同時に攻撃2日目までに、3つの命令のうち2つが無駄なものであったことにも気づいた。
峠を突破した後、ドイツ軍は二手に分かれ、各々が峠の北西から分かれている2本の道のうちの1つを進撃した。イタリア・センタウロ装甲師団の支援を受けた枢軸軍が南のハイドラ（Haidra）へ向かう一方、ロンメルは北のターラへ向かうドイツ第10装甲師団の主力に同行した。アメリカ第1機甲師団は南へ向かう枢軸軍と戦うため、2月20日、B戦闘群を30km前進させたが、その翌日、その勢いを止めることができないことが発覚した。このため、アメリカ軍の士気は著しく低下、夕方までに撤退を行い、武器、器材は全て遺棄された。峠は完全に無防備になっており、タバッサの物資集積所はドイツ軍の手に届く範囲になっていた。しかし、一部で取り残されていたアメリカ軍の必死の抵抗のために、ドイツ軍の進撃は鈍り始め、2日目になってドイツ先遣部隊が進撃している間もこれらアメリカ残存部隊との戦いは続いた。
2月21日の夜までには、ドイツ第10装甲師団はタバッサへ繋がる2本の道に繋がるターラ近郊の小さな町の外に至っていた。もし町が陥落してドイツ軍が南へ向かう2本の道へ向かうならば、アメリカ第9歩兵師団は北との補給線を切られることになる可能性があった。そして、アメリカ第1機甲師団のB戦闘群は第2の道を北へ進撃しているドイツ第10装甲師団の罠にはまる可能性も存在した。日中、経験豊富であったイタリアの2個ベルサリエ大隊はアルウイスラテーヤ平原（Ousseltia Plain）でイギリス王立砲兵第23野戦連隊の攻撃を受けたが、その集中砲火のためにチリヂリになった。その夜、「Nickforce」として知られるイギリス、フランス、アメリカの混合軍が防衛線から北へ移動、彼等はターラの防衛線へ順番に送られた。さらに、アメリカ第9歩兵師団所属の重火砲、約48門がモロッコより1,300kmの旅を終えて2月17日、配備された。
翌日、戦闘が再開されると、連合軍の防衛力は前日とは打って変わって、かなり向上していた。最前線ではアメリカ、イギリス両軍の支援砲撃を受けたイギリス歩兵連隊が主に占領を行った。ケニス・アンダーソンがアメリカ第9歩兵師団とル・ケフの砲兵隊にドイツ軍に対応するよう命令したとき、アメリカ軍のアーネスト・N・ハーモン（戦いを観察、アイゼンハワーに報告する任務を与えられていた）はその命令を部分的に取り消し、第9歩兵師団の砲兵隊の指揮を担った。2月22日早朝、集結した連合軍砲兵部隊の激しい集中砲火は、ドイツ第10装甲師団の進撃予定地を先に占領、そしてドイツ装甲部隊、車両、通信を破壊した。ドイツ軍ブロイヒ戦闘団のブロイヒはロンメルの合意を得て、進撃を停止させ、部隊の再編成を行うことを決定したが、これは主導権を連合軍に渡すこととなった。安定した連合軍の砲火と夕暮れのために、ドイツ第10装甲師団は退却さえままならなくなっていた。
一方、シビバにおけるドイツ第21装甲師団による攻撃はイギリス第1歩兵旅団とコールドストリームガーズ第2大隊の反撃により、2月19日、停止した。

## 戦いの後、ドイツ軍
戦いの後、枢軸軍、連合軍共々、その結果の調査を行った。ロンメルはアメリカ軍の装備、戦力を軽んじて脅威ではないと判断した。しかし一方でロンメルは、第1機甲師団の第13装甲連隊第2大隊などの一部部隊を賞賛していた。戦いの後しばらくして、ドイツ軍は捕獲したアメリカ軍の車両を使用していた。

## 戦いの後、連合軍
連合国はこの結果を徹底的に調査、状況を知らないアメリカ軍の上級指揮官が統括しており、さらに各部隊が相互に連携するにはあまりにも遠い位置に配置されていた。そしてアメリカ兵が無頓着にグループで塹壕を掘ることにより、敵の弾着観測者にその位置を知らせることとなり、激しい砲火の的となることも注目された。さらに多くの兵士のほとんどがチュニジアの岩石の多い地形のために、深い塹壕を掘るよりも浅い塹壕を掘ることが多かった。アメリカ軍の他の部隊は偽装する方法はよく知っていたが、アメリカ第1機甲師団は、イギリス軍が経験していたドイツ軍の戦術、武器について学んでいなかった。
また、連合軍はドイツ空軍が制空権を奪うことも許したため、連合軍による航空偵察は妨げられることとなり、さらにはドイツ軍の激しい爆撃を許すこととなってしまい、部隊の集結、再編成をドイツ軍が地上掃射でこれを妨げた。ドイツ空軍による攻撃はしばしば、防衛戦の支援砲撃を行うアメリカ砲兵を攻撃、その意図の邪魔を行った。

### 連合軍の失敗
ドワイト・D・アイゼンハワーは連合軍部隊の再編成を行い、第18軍集団（司令官サー・ハロルド・アレクサンダー）を編成した。そして部隊に関連するアメリカ、イギリス、フランスの各部隊をまとめ、彼等が連携できるよう改善した。
アメリカ陸軍にとってもっとも重要なこととして、第II軍団指揮官ロイド・フリーデンダールはアイゼンハワーによって罷免され、戦争の残りの期間を再教育されることとなった。しかし任務に失敗した司令官を更迭、再教育を行うという方針はアメリカ軍の士気、評判を高めることとはならなかった。フリーデンダールが北アフリカで失敗した原因となったアメリカ陸軍の方針は、有能な指揮官を探すよりも、失敗した指揮官に既存の訓練計画の根本的改善を行い、これを再教育する困難な任務を負うこととなった。アイゼンハワーはオマール・ブラッドリー少将ら他を通してフリーデンダールの部下がフリーデンダールを信頼していなかったことを確認した。イギリスのアレクサンダーはアメリカの指揮官にこう話した。「私はアメリカ軍に有能な将軍が必要だと確信している」と。
非難がフリーデンダールに集中する間、アメリカ、イギリス、フランス全体の指揮官アンダーソンは連合軍装甲部隊を集中して統合させることを怠ったこと、ハーモン、ウォード、アレクサンダーらに支離滅裂な命令を行い、部隊の小刻みな投入を行ったことという部分的責任を負うこととなった。また、フリーデンダールが装備の貧弱ながらもファイドで戦った自由フランス第XIX軍団の全ての責任を負うということではなく、ファイドで攻撃を受けた時、フランス軍が支援を要請した時、これを拒んだが、アンダーソンは要求が実現できないことを認めていた。さらに、アンダーソンもアメリカ第1機甲師団師団長オーランド・ワード（Orlando Ward）の反対にもかかわらず、第1機甲師団より3個戦闘コマンドを呼び寄せたことにより、その戦力を分散させたことを批判された。

### 新司令官
3月6日、第II軍団の強化を行う仕事を担うために、ジョージ・パットン少将が司令官に任命された。パットンはアンダーソンの上司になるハロルド・アレクサンダー大将と直接交渉を行った。オマール・ブラッドレー少将も副司令官に任命され、パットンの元で働くこととなった。フリーデンダールはアメリカへ帰ることになり、他数人の指揮官も追い出されるか、「予想を覆して」昇進した。フリーデンダールと違い、パットンは「実行型」の指揮官であり、パットンが出す命令による行動、もしくは支援を要請する他の部隊を救援するときには許可を要請する気は微塵も存在しなかった。
スタッフォード・リロイ・アーウィン准将（カセリーヌ峠で第9歩兵師団の直属砲兵部隊の効果的砲撃を指揮していた）は 「Nickforce」で有名であったキャメロン・ニコルソン少将と同様、有能な師団長であったが、パットンは彼等のその有能な指揮振りから部隊を集中させ、上位組織からの命令を受けずに現場で臨機応変に作戦を変更できる自由裁量権を与えた。さらに、パットンは戦線で部隊を指揮するにあたり、戦闘指揮所を前線近辺に動かすよう（フリーデンダールは後方約112km地点に指揮所を置いており、前線にはめったに訪れることがなかった）命令した。アメリカ第1機甲師団師団長オーランド・ワードはカセリーヌ峠の戦い以降、用心深くなっていたが、これはパットンにより、ハーモンと交代することとなった。

### さらなる改革
砲兵部隊による支援砲撃と、空軍による上空援護への要請については改善が行われ、以前のように調整が難しくなることはなくなった。また、アメリカ軍の対空部隊もその教義を変更する過程に入っており、ドイツ軍のスツーカ急降下爆撃機が50口径程度の対空砲火に弱いため、作戦部隊と師団当りで空爆の95%が集中していた野戦砲兵にそれに対応する演習を行わせた。そしてフリーデンダールが行ったように戦力を分散するために各師団の部隊を割り当てるのではなく、部隊をまとめることに重点が置かれた。
第II軍団は広範囲の任務に小戦力で活動するのではなく、結束力のある単位でその師団を活用し始めていた。彼等がシシリア島に到着した時、その能力は著しく向上していた。

## フィクション
- 1945年の映画『G・I・ジョウ』において、初の従軍記者アーニー・パイルが目撃者としてこの戦いを描写している。
- W・E・B・グリフィン（W.E.B. Griffin）の『ブラザーフッドオブザウォー』シリーズ（The Brotherhood of War series、韓国映画の『ブラザーフッド』とは別物）ではカセリーヌ峠で捕虜となるアメリカ将校の話から始まる。
- 1970年の映画『パットン大戦車軍団』はカセリーヌ峠の戦い後、戦場を視察するオマール・ブラッドレーの描写から始まり、その後、ジョージ・パットンが登場、アメリカ第II軍団指揮官就任のシーンへと続く。
- 1980年の映画『最前線物語』は主役が初めて参加する戦いとしてカセリーヌ峠の戦いを描写している。
- ゲーム『メダル・オブ・オナー アライドアサルト』『コール オブ デューティ2 ビッグ レッド ワン』にカセリーヌ峠が登場する。
- ゲーム『コール オブ デューティ ワールドウォーII』では名前のみ登場するが、その戦いでの出来事で部隊内で確執が起きている。
- ジェフ・サーラ（Jeff Shaara）の小説『The Rising Tide』の大部分においてカセリーヌ峠の戦いが描かれている。
- 小説版『プライベートライアン』の登場人物、ホーヴァス軍曹はこのカセリーヌ峠の戦いからフランスまで、ミラー大尉と行動を共にしていたことを示唆している。